# Balıkesir Atatürk Stadı
Das Balıkesir Atatürk Stadı (auch Balıkesir Atatürk Stadyumu, deutsch Balıkesir-Atatürk-Stadion) ist ein Fußballstadion mit Leichtathletikanlage in der türkischen Stadt Balıkesir. 

## Geschichte
Die Sportstätte wurde 1953 eröffnet und bietet 15.800 Sitzplätze. In den Jahren 1973 und 2010 wurde es renoviert. Es erfüllt die Anforderungen der UEFA wie des türkischen Fußballverbandes für die Austragung von TFF-2.-Lig-, TFF-1.-Lig- und Süper-Lig-Spielen.
Das Stadion wird derzeit zumeist für Fußballspiele genutzt und ist die Heimspielstätte des Fußballvereins Balıkesirspor. Auch die türkische U-21-Fußballnationalmannschaft trägt regelmäßig Spiele im Balıkesir Atatürk Stadı aus. Es ist auch der Austragungsort für Feierlichkeiten der Nationaltage und öffentlicher Konzerte. 
Nach Balıkesirspor's Aufstieg in die TFF 1. Lig im Sommer 2013 wurde eine Restaurierung des Stadions beschlossen. In diesem Zusammenhang wurde auch eine Installation von Flutlicht vorgenommen.